# Meandrovoluta
Meandrovoluta es un género de foraminífero bentónico de la subfamilia Meandrospirinae, de la familia Cornuspiridae, de la superfamilia Cornuspiroidea, del suborden Miliolina y del orden Miliolida. Su especie tipo es Meandrovoluta asiagoensis. Su rango cronoestratigráfico abarca desde el Sinemuriense hasta el Pliensbachiense (Jurásico inferior).

## Clasificación
Algunas clasificaciones incluyen a Meandrovoluta en la familia Meandrospiridae.
Meandrovoluta incluye a la siguiente especie:
- Meandrovoluta asiagoensis †